# Sèvres – Lecourbe (Métro Paris)

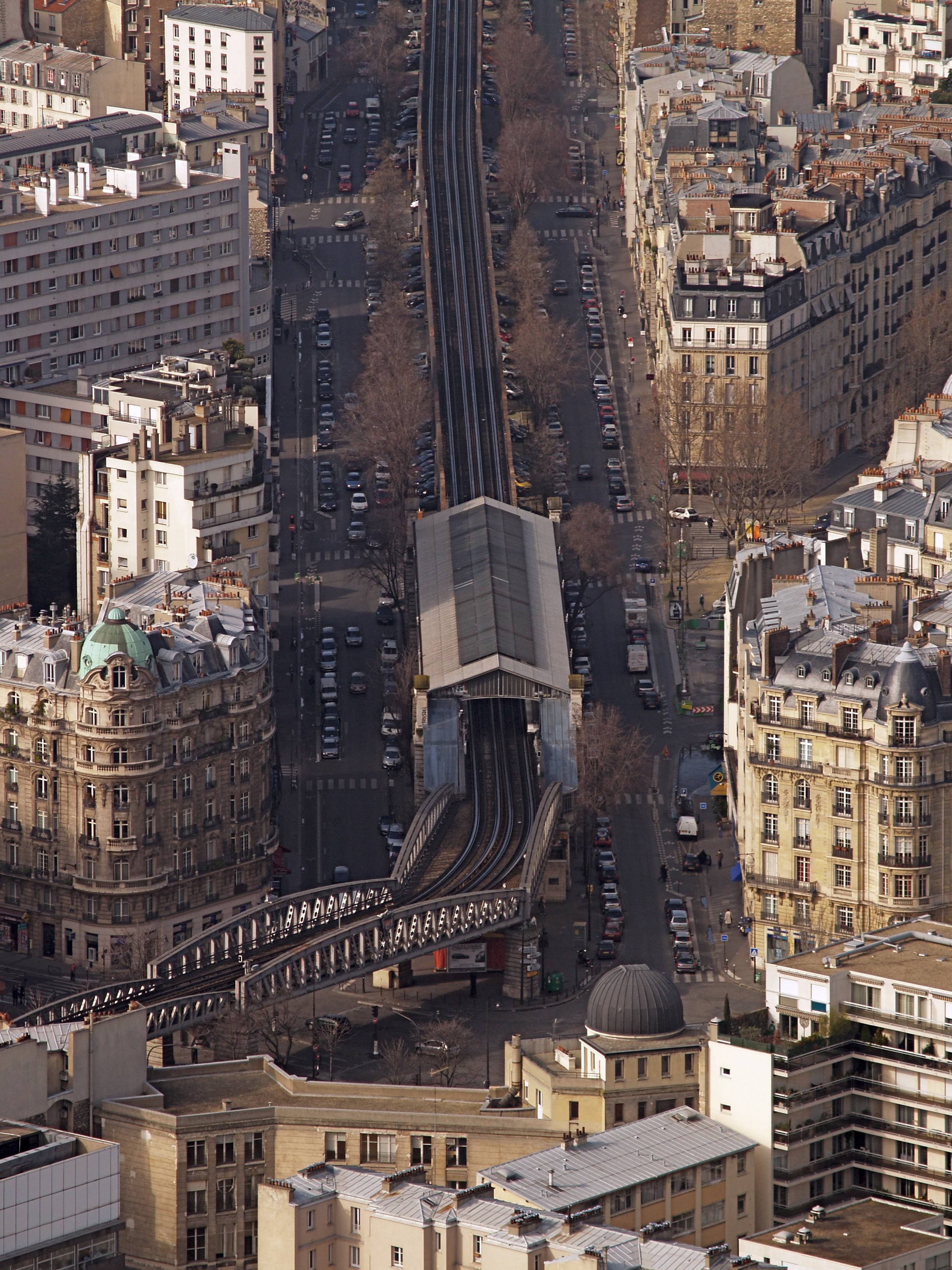
Blick auf den Hochbahnhof Sèvres – Lecourbe vom Hochhaus Tour Montparnasse – der Tunnel der Linie 10 liegt unmittelbar rechts neben der Station

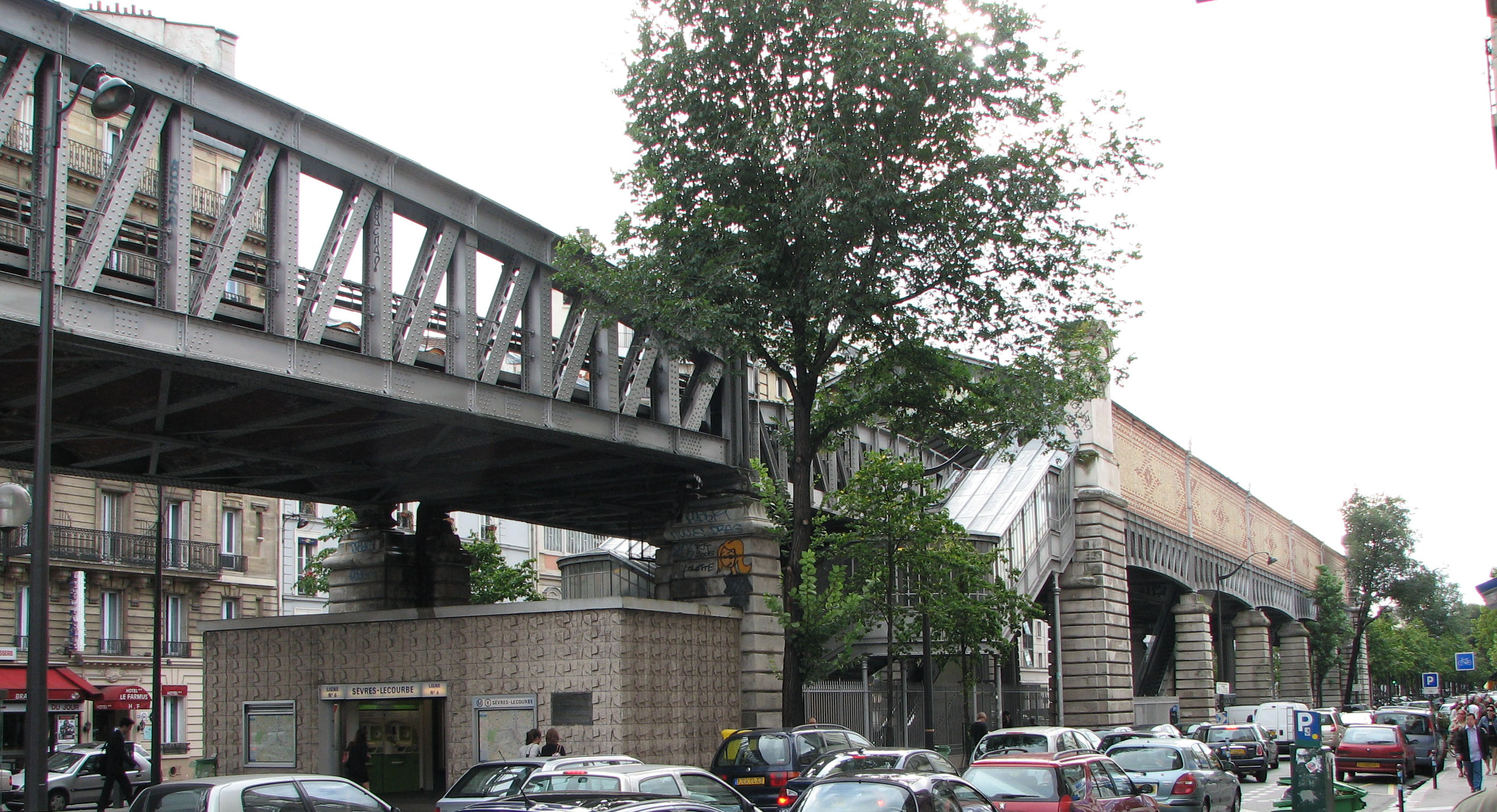
Station Sèvres – Lecourbe mit Zugangsbauwerk

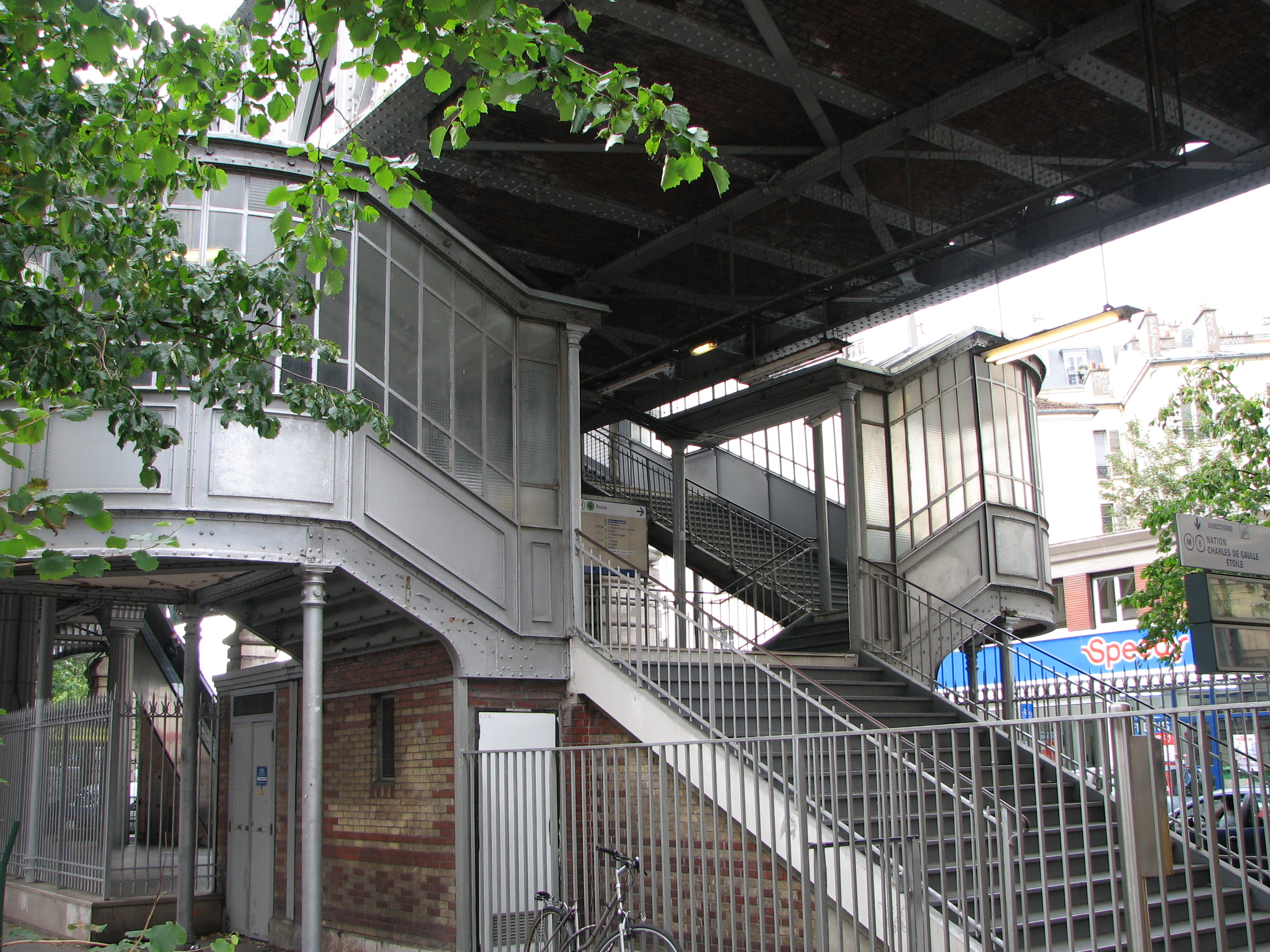
Sich auf halber Höhe teilende Freitreppe

Sèvres – Lecourbe [sɛvʁ ləkuʁb] ist eine oberirdische Station der Linie 6 der Pariser Métro.

## Lage
Der U-Bahnhof befindet sich im Quartier Necker des 15. Arrondissements von Paris. Er liegt längs über dem Mittelstreifen am östlichen Ende des Boulevard Garibaldi in Höhe des kreuzenden Straßenzugs Rue de Sèvres – Rue Lecourbe.

## Name
Namengebend sind die Rue de Sèvres und die Rue Lecourbe. Von 1907 bis 1913 hieß die Station nur „Rue de Sèvres“ nach der in den südwestlichen Vorort Sèvres führenden Straße. Der General Claude-Jacques Lecourbe (1759–1815) verteidigte 1815 die Stadt Belfort mit nur 8.000 Soldaten zwei Wochen lang gegen eine Übermacht von 40.000 Österreichern.
Bei ihrer Eröffnung hieß die Station „Avenue de Suffren“ nach der dort einmündenden gleichnamigen Straße. Der Admiral Pierre André de Suffren (1726–1788) kämpfte in Indien und Amerika gegen die Briten.

## Geschichte
Die Station wurde am 24. April 1906 in Betrieb genommen, als die südliche Verlängerung der Linie 2 Sud von Passy bis Place d’Italie eröffnet wurde. Am 14. Oktober 1907 wurde die bis dahin eigenständige Linie 2 Sud aufgegeben und zum südwestlichen Endabschnitt der Linie 5 (damals: Étoile – Gare du Nord). Die Linienverläufe wurden am 6. Oktober 1942 wieder verändert, sodass seitdem die Linie 6 an der Station verkehrt.
Obwohl die dort 1937 eröffnete Linie 10 in unmittelbarer Nähe verläuft, erhielt sie an dieser Stelle keine Station. Umsteigebahnhof zur Linie 10 ist der zwei Stationen westlich gelegene U-Bahnhof La Motte-Picquet – Grenelle.

## Beschreibung
Sèvres – Lecourbe ist die östlichste Station des von Passy kommenden westlichen Hochbahnabschnitts der Linie 6. In ihrem Aufbau entspricht sie den meisten anderen Bahnhöfen in Hochlage dieser Linie. Sie ist 75 m lang und hat 4,10 m breite Seitenbahnsteige an den beiden parallelen Streckengleisen. Zwei Längsträger, die jeweils auf einer Reihe von eisernen Säulen aufliegen, tragen das Gleisbett und die Innenkanten der Bahnsteige. Deren Außenkanten und die Seitenwände ruhen auf zwei weiteren Längsträgern, die von gemauerten Pfeilern gestützt werden. An den vier Ecken der Station ragt je ein Pfeiler aus Gestaltungsgründen über das Dach hinaus. Die Station ist mit einem – in Firstnähe gläsernen – Satteldach versehen, das auch die Gleise überspannt. Die gemauerten Seitenwände zeigen nach außen hin geometrische Ornamente.
Der Zugang erfolgt durch ein gemauertes Zugangsgebäude über eine sich auf halber Höhe teilende Freitreppe am Ostkopf der Station. Etwa in der Mitte der Bahnsteige wurden zusätzlich Rolltreppen installiert.
Östlich der Station biegt die Strecke in einer Kurve auf den Boulevard Pasteur ein und führt über eine Rampe in den Untergrund.

## Fahrzeuge
Ab ca. 1910 verkehrten auf der Strecke Züge der Bauart Sprague-Thomson. Im Juli 1974 wurde sie auf gummibereifte Fahrzeuge umgestellt, seitdem fährt auf der Linie 6 die Baureihe MP 73. Seit Januar 2023 wird auch die Baureihe MP 89 CC auf der Linie 6 eingesetzt.